# Odžak (Hadžići)
Pour les articles homonymes, voir Odžak.
Odžak (en serbe cyrillique : Оджак) est un village de Bosnie-Herzégovine. Il est situé dans la municipalité de Hadžići, dans le canton de Sarajevo et dans la fédération de Bosnie-et-Herzégovine. Selon les premiers résultats du recensement bosnien de 2013, il compte 22 habitants.

## Démographie

### Évolution historique de la population
| 1948 | 1953 | 1961 | 1971 | 1981 | 1991 | 2013 |
| ---- | ---- | ---- | ---- | ---- | ---- | ---- |
| -    | -    | 91   | 90   | 128  | 95   | 22   |

|  |

### Répartition de la population par nationalités (1991)
En 1991, les 95 habitants du village étaient tous serbes.